# 몰렉스
몰렉스(Molex LLC)는 전자, 전기 및 광섬유 연결 시스템 제조업체이다. 몰렉스는 데이터 통신, 의료, 산업, 자동차 및 가전제품을 포함한 다양한 산업 분야에서 10만 개 이상의 제품을 생산한다. 몰렉스는 개인용 컴퓨팅 분야에서 널리 채택된 몰렉스 커넥터를 선구적으로 개발한 것으로 유명하다. 몰렉스는 세계에서 두 번째로 큰 전자 커넥터 회사로 손꼽힌다.

## 역사
몰렉스는 1938년 프레드릭 크레비엘에 의해 설립되었다. 이 회사는 몰렉스라는 산업 부산물 플라스틱으로 화분을 만드는 것으로 시작했다. 크레비엘은 석면 찌꺼기, 콜타르 피치, 석회석을 결합하여 이 소재를 개발했다. 몰렉스는 화분 외에도 소금통을 판매하다가 전기 커넥터와 센서 사업으로 사업을 확장했다. 이후 이 플라스틱으로 제너럴 일렉트릭(GE)을 비롯한 여러 가전 제조업체에 커넥터를 공급했다. 몰렉스는 2006년 우드헤드 인더스트리(Woodhead Industries)를 인수했는데, 이는 당시 몰렉스 역사상 최대 규모의 인수였다.
2005년 2월 14일, 몰렉스는 2004년 12월 31일로 마감된 6개월 실적을 발표했는데, 여기에는 2004년 9월 30일로 마감된 1분기 실적에 대한 일부 조정 사항이 반영되어 있다. 2005년 3월에는 몰렉스와 일부 임원 및 이사들을 상대로 허위 및 오해의 소지가 있는 진술을 통해 시장 가격을 인위적으로 부풀렸다는 집단 소송이 제기되었다. 2007년에는 1,050만 달러의 펀드와 이자를 합의했다.
2009년, 헤르만 지몬은 이 회사를 "히든 챔피언"의 사례로 언급했다. 이 기간 동안 몰렉스는 이미 전 세계 59개의 제조 공장을 운영하며 연평균 12%의 꾸준한 성장률을 기록했다. 또 다른 확장 전략에 따라 2011년에는 의료용 복합 3차원 전자 부품 생산을 시작했다.
2013년 9월, 코크 인더스트리즈는 몰렉스를 72억 달러에 인수했다. 코흐는 몰렉스가 일리노이주 라일(Lisle)에 있는 회사명과 본사를 그대로 유지하고 자회사로 운영될 것이라고 밝혔다.
2016년 11월, 몰렉스는 위스콘신에 본사를 둔 필립스-메디사이즈(Phillips-Medisize)를 인수했다. 사모펀드 투자 회사인 필립스-메디사이즈는 플라스틱 사출 성형 및 의료 기기 제조를 전문으로 한다. 필립스-메디사이즈는 약물 전달, 모바일 및 휴대용 의료기기, 주요 의약품 포장 및 진단 제품 등 다양한 제품과 서비스를 제공한다. 당시 전 세계 21개 지역에서 5,400명의 직원을 고용하고 있던 필립스-메디사이즈는 몰렉스의 간접 자회사로 운영되고 있다.
필립스-메디사이즈는 2025년 1월부터 흡입 약물 전달 장치 제조업체인 영국 기업 벡투라(Vectura)를 인수하는 등 제약 분야에서 추가적인 인수를 진행했다.